# Haseri Asli
Haseri Asli (ur. 9 marca 1974) – brunejski lekkoatleta, sprinter, olimpijczyk.
W roku 2000 reprezentował swój kraj na igrzyskach w Sydney. Startował w biegu na 100 metrów mężczyzn - odpadł w pierwszej rundzie eliminacji z czasem 11,11.

## Rekordy życiowe
| Dystans            | Wynik | Miejsce | Data             |
| ------------------ | ----- | ------- | ---------------- |
| bieg na 200 metrów | 22,91 | Sewilla | 24 sierpnia 1999 |